# متحف راباي
متحف راباي هو متحف يقع في كينيا، في أول مبنى كنيسة مسيحية تم بناؤه في كينيا. يركز جزء كبير من المتحف على أعمال يوهان لودفيج كرابف، الذي بنى الكنيسة مع يوهانس ريبمان.

## التاريخ
في عام 1844، بدأ أحد أعضاء جمعية التبشير الكنسي، ويدعى يوهان لودفيج كرابف، أنشطة ملائكية في كينيا، اشترى كرابف وريبمان أرضًا من شيوخ راباي كايا لبناء الكنيسةوالتي اكتملت في عام 1846. كان الهدف من بناء هذه الكنيسة هو إنشاء قرى مسيحية في شرق إفريقيا، وكانت راباي واحدة من أوائل القرى في كينيا. في عام 1998، تم افتتاح المتحف بدعم من السفارة الألمانية، تم إنشاء المتحف من قبل المتاحف الوطنية في كينيا للحفاظ على الكتب والخرائط والوثائق، كما تم تنفيذ مشروع ترميم بقيمة مليون دولار لتجديد هيكل المتحف، وقد وفّرت الكنيسة الأنجليكانية في كينيا والسفارة الألمانية جزءًا كبيرًا من تمويل مشروع الترميم، كما قدّمت مؤسسة المتاحف الوطنية الكينية المملوكة للدولة مليوني شلن كيني، بالإضافة إلى الإشراف على ترميم المتحف، وشملت أعمال التجديد تحويل كوخَي ريبمان وكرابف إلى مركز موارد.

## المجموعات
يحتوي المتحف على معروضات عن تاريخ المسيحية وتجارة الرقيق، كما يضم المتحف قطعًا أثرية ثقافية لشعب ميجيكيندا، من بين القطع الإثنوغرافية لشعب ميجيكيندا في المتحف، زيّ تقليدي، وملابس تقليدية مثل الهاندو (تنورة قصيرة) والكيشوتو (قماش ملون)، بالإضافة إلى أدوات تُستخدم في تحضير الطعام التقليدي.